# 바이러스학

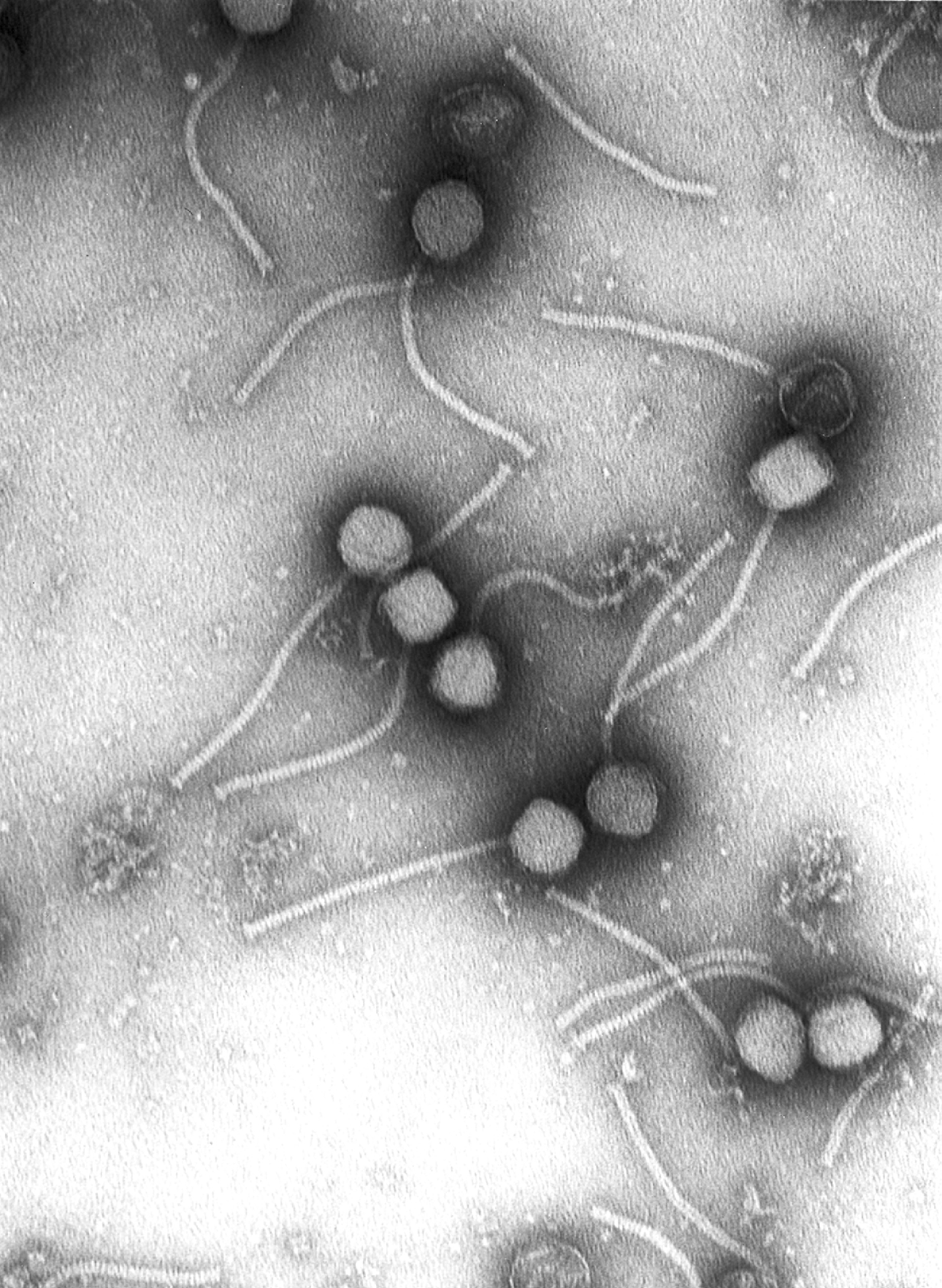
감마 단계. 바이러스의 예

바이러스학(영어: virology)은 바이러스와 바이러스 병원체에 대한 연구이다. 바이러스는 단백질 껍데기에 둘러 싸여 있으며, 살아 있는 세포에 기생하는 작은 유전 물질에 불과하다. 이 학문은 바이러스의 분류, 구조, 진화, 또 바이러스가 스스로의 번식을 위해서 숙주를 감염 시키는 원리와 방법, 숙주의 면역체계와의 상호작용, 바이러스를 분리하고 배양하는 기술, 바이러스로 인한 질병, 치료법 등에 대해서 다룬다. 바이러스학은 미생물학이나 의학의 하부 분야로 간주되기도 한다.

## 바이러스 구조와 분류
바이러스학의 주된 줄기는 바이러스를 분류하는 것이다. 바이러스는 동물 바이러스, 식물 바이러스, 곰팡이 바이러스 및 박테리오파지(박테리아를 숙주 세포로 하는 바이러스)에 따라 감염된 숙주 세포에 따라 분류될 수 있다. 바이러스의 크기는 약 30nm에서 450nm 사이이다. 대부분 광학 현미경으로 볼 수 없기 때문에 바이러스의 모양과 구조는 전자현미경, NMR 분광법 및 X-선 결정학에 의해 연구된다.
가장 유용하고 가장 널리 사용되는 분류법은 유전 물질인 핵산의 종류와 숙주 세포를 통해서 더 많은 바이러스를 생성하는 바이러스 복제법에 따른 분류이다.
바이러스 분류 상 바이러스는 크게 다음과 같이 나뉜다.
- DNA 바이러스
- RNA 바이러스
- 역전사효소 바이러스

2019년 국제 바이러스 분류 위원회의 보고서에 의하면, 바이러스는 6,590종, 1,421속, 168과, 55목의 바이러스가 발견되었다고 한다.
바이러스학자들은 바이러스보다 더 작고 더 세분화된, 바이러스성 입자, 감염성 명칭 부여 등도 연구한다.
- 바이로이드
- 부수체
- 프리온

## 바이러스 염기 서열 분석
대부분의 바이러스는 너무 작아서 광학 현미경으로 볼 수 없으므로, 염기 서열 분석은 바이러스를 식별하고 연구하기 위한 바이러스학의 주요 도구 중의 하나이다. 전통적인 생어 염기서열 분석 및 차세대 염기서열 분석은 기본 및 임상 연구에서 바이러스의 염기서열을 분석할 뿐만 아니라, 새로운 바이러스의 감염, 바이러스 병원체의 분자 역학 및 약물 내성 시험을 진단하는데 사용된다. 유전자 은행에는 230만개 이상의 고유한 바이러스 염기 서열이 있다. 최근 차세대 염기서열 분석은 바이러스 유전자 지도를 생성하기 위한 가장 많이 사용하는 방법이 되었다.

## 같이 보기
- 바이러스
- 바이러스 분류
- 바이러스의 진화
- 바이러스병